# Ernest Romens
Ernest Romens (6 janvier 1904 à Strasbourg - 21 novembre 1954 à Schiltigheim) est un athlète français, spécialiste de la marche athlétique de grand fond.

## Biographie
Il est connu pour être un marcheur du Paris-Strasbourg à la marche des années trente.
Figure sportive de la première moitié du XXe siècle, il fut célèbre et très populaire en Alsace.

## Palmarès

### National
Il remporta à trois reprises la grande course pédestre reliant Paris à Strasbourg, épreuve sportive de marche athlétique de très longue distance créée le 26 août 1926 par la Fédération internationale de marche. 
Il réalisa le plus fameux palmarès de l’épreuve de cette époque :
- premier en 1933, 1935 et 1937
- deuxième en 1928, 1929 et 1936.
- troisième en 1932 et 1934.

Autres prix :
- Strasbourg Saverne Strasbourg ;
- circuits de l’Est ;
- Strasbourg Mulhouse Strasbourg ;
- tour d’Alsace ;
- circuits de Paris ;
- circuit de Lyon ;
- circuits de Suisse et Belgique.

### International
Il décroche en 1937 le record mondial des 300 km de marche sur route.